# Sociologie compréhensive

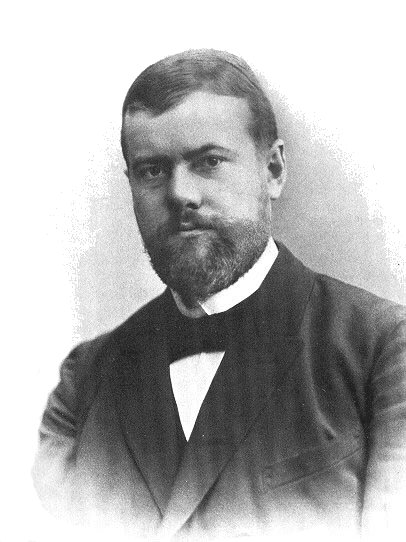
Portrait de Max Weber, promoteur de la sociologie compréhensive.

La sociologie compréhensive est le courant de la sociologie qui s'intéresse particulièrement au sens que les gens et les organisations donnent à leurs pratiques et représentations : elle ne questionne pas seulement ce qu'ils font ou disent, mais aussi le pourquoi de ce qu'ils font ou disent en acceptant de prendre au sérieux, au moins temporairement, les explications qu'ils en font. Cette sociologie est traditionnellement associée à Max Weber, par opposition à l'approche plus durkheimienne de la discipline qui existait par ailleurs à son époque.

## Annexe